# 海法紀光
海法紀光（日语：／ Kaihō Norimitsu），日本輕小說作家、翻譯家。出身於神奈川縣。

## 人物
慶應義塾大學奇幻研究會出身。大學時期，他向當時出版該遊戲翻譯版的新紀元社提交了英文版桌上角色扮演遊戲《TORG》補充的同人翻譯，其能力得到了認可，並成為了該出版社的一員。從那時起，其活動範圍擴大到翻譯美國漫畫和寫小說。此外，在網路廣播節目中，他說「我（大學）還沒畢業」。
他對遊戲、印刷品、美國漫畫和SF有著深入的了解。

## 作品列表

### 小說
enterbrain〈Fami通文庫〉
- Valkyrie's Gambit 輪廻戰記Xenoscape
- 降鬼一族 被詛咒姊弟的輪舞
- 聖騎士之戰X（日语：GUILTY GEAR X） 白銀之迅雷
- 聖騎士之戰X 胡蝶與疾風
- 夢幻騎士 真夜中的彩虹
- 式神之城（日语：式神の城） O.V.E.R.S.ver0.81
- 式神之城 Gunsmoke Witch
- 式神之城II 陽之卷
- 式神之城II 陰之卷
- 式神之城II Paradise Typhoon
- 式神之城III World Time Travelers
- 塵骸魔京 Phantastica of Nine
- 塵骸魔京 Riders of Darkness
- 翠星上的加爾岡緹亞外傳 少年與巨人
- 看看我的龍外傳 秋葉原龍戰記

HARVEST出版
- 女神異聞錄 惡魔倖存者 小說選集（原作：Atlus）
- 朧村正 ～鳥籠公主與斷指劍～

ASCII Media Works〈電擊遊戲文庫〉
- ROBOTICS;NOTES 瀨乃宮美佐希的未發表手記

星海社FICTIONS
- 伊蘇致敬 從這裡到彼岸，從彼岸到這裡

Nitroplus Books
- 翠星上的加爾岡緹亞 少年與巨人

軟體銀行文庫
- （共著）

### 廣播劇CD（劇本）
- 聖騎士之戰X（日语：GUILTY GEAR X） 廣播劇CD VOL.1,VOL.2
- 聖騎士之戰XX（日语：GUILTY GEAR XX） 廣播劇CD SIDE:RED,BLACK
- 聖騎士之戰XX 廣播劇CD「Night of Knives Vol.1～3」

### 漫畫
- 聖騎士之戰XTRA（原案、作畫：隈井章二，《月刊MagazineZ（日语：月刊マガジンZ）》）
- 學園孤島（原作〈與Nitro+共同〉、作畫：千葉鞍，《Manga Time Kirara Forward》2012年7月號—2020年1月號）
  - 學園孤島 ～訊息～（原作、作畫：千葉鞍，《Manga Time Kirara Forward》2020年8月號—2021年10月號）
- → （原作〈與櫻井光共同〉、作畫：狛句，《月刊Dragon Age》2018年12月號—2021年2月號。2019年1月號更名）
- 狂熱深淵（原案〈與深見真（日语：深見真）共同〉、作畫：鹽野干支郎次，《月刊BIG GANGAN》2020年vol.2—）

### 遊戲劇本
- 塵骸魔京（夜刀史朗名義[2]）
- 家用版 聖騎士之戰X 故事模式
- 家用版 聖騎士之戰XX 故事模式
- 聖騎士之戰2：前奏曲（日语：GUILTY GEAR 2 OVERTURE） 故事模式

### 動畫

#### 電視動畫
2013年
- 翠星上的加爾岡緹亞（全13話中3話執筆）

2015年
- 雙槍激鬥（劇本統籌）
- 學園孤島（劇本統籌）

2016年
- 幸運邏輯（設定協力、第6話編劇）
- 槍彈辯駁3 -The End of 希望峰學園-（劇本統籌）

2018年
- 怪獸娘 ～超級怪獸擬人化計劃～（第2期，原案、設定）

2019年
- 魔法少女特殊戰明日香（劇本統籌，與深見真（日语：深見真）共同[3][4]）
- 彼方的阿斯特拉（劇本統籌）

2020年
- 全員惡玉（劇本統籌，與田口智久共同[5]）

2023年
- 阿魯斯的巨獸（劇本統籌、編劇[6]）

2024年
- 我獨自升級（編劇）

2025年
- 聖騎士之戰 -奮戰-：DUAL RULERS（劇本統籌、編劇[7]）

#### 網路動畫
2016年
- 怪獸娘 ～超級怪獸擬人化計劃～（原案、設定）

### 特攝影集
- 假面騎士鎧武（全47話中1話，與虛玄共同執筆）

### 桌上對話角色扮演遊戲
- BEAST BIND 魔獸之絆 R.P.G（日语：BEAST BIND 魔獣の絆 R.P.G）（負責世界觀部分。井上純弌（日语：井上純一 (イラストレーター)）擔任主設計）

### 翻譯
- TORG（日语：TORG）（翻譯組之一，新紀元社（日语：新紀元社））
- X戰警（小學館製作發行翻譯版）
- 守護者（翻譯組之一，小學館製作）
- 睡魔（INTERBOOKS）

### 遊戲
- 閃耀幻想曲（劇本監修）

## 相關項目
- 日本小說家列表（日语：日本の小説家一覧）
- 輕小說作家列表（日语：ライトノベル作家一覧）

## 外部連結
- 海法紀光的X（前Twitter） （日語）